# 基涅提峰
基涅提峰(英語：Mount kinyeti)是南蘇丹最高的山峰，海拔高度3,187米，位於該國南部東赤道省，毗鄰與烏干達接壤的邊界。在南蘇丹獨立前，基涅提峰是蘇丹最高的山峰。